# The Ciphers of the Monks
The Ciphers of the Monks: A Forgotten Number-notation of the Middle Ages (dt. Die Mönchsziffern: Ein vergessenes Nummernsystem aus dem Mittelalter) ist ein 2001 in Deutschland veröffentlichtes Buch des britischen Wissenschaftshistorikers David A. King. Es beschreibt das Ziffernsystem, das Zisterziensermönche vom 13. bis zum 15. Jahrhundert, und seither sporadisch, verwendet haben. Das System ermöglicht die Aufschreibung der Nummern 0 bis 9999.

## Das System

Die wichtigsten Zahlen

Das überwiegend auf senkrechten Linien basierende System wurde im 14. Jahrhundert etabliert, vielleicht durch Johannes von Basingstoke, der sie in Athen fand, vielleicht sind  sie von englischer Stenographie übernommen. Sie fanden durch Agrippa von Nettesheim (1533) Eingang in Druckwerke und wurden immer wieder unter Spezialisten thematisiert. Am oberen, mittleren oder unteren Teil des Senkrechtbalkens werden Ergänzungsstriche angebracht, die somit die Werte 1–9 ausdrücken.

## Rezeption
Kings Buch wurde vom Mathematiker Detlef Spalt dafür kritisiert, weil es die Bedeutung des Nummernsystems der Söhne von Cîteaux übertreibt. Es komme in weniger als 50 Handschriften vor und hat stets eine begleitende Funktion. Die zisterziensische Nummerierung sei fehleranfällig; ja selbst der Autor King, so behauptet Spalt, habe die Ziffern in seinem Buch falsch angewendet.
Die Historikerin Ann Moyer begrüßte das Buch als Türöffner zu einer vertieften Auseinandersetzung mit so gut wie vergessenem Kulturgut. Sie stellte allerdings fest, dass die Mönchsziffern nie zur Komputation angewendet wurden, sondern für bibliographische Zwecke wie die Kennzeichnung von Bibelstellen.
Beinahe alle Rezensionen zollten King Lob und begrüßten die wissenschaftliche Aufarbeitung eines Themas von großem kulturgeschichtlichen Interesse.